# Филлипс, Томас
Томас Филлипс (англ. Thomas Phillips, 18 октября 1770 — 20 апреля 1845) — английский художник портретной и жанровой живописи. Написал портреты многих великих людей своего времени, включая учёных, художников, писателей, поэтов и исследователей. Сын — Филлипс, Генри Уиндем.

## Жизнь и творчество
Филлипс родился в городе Дадли, графство Вустершир. Овладев росписью по стеклу в Бирмингеме под руководством Фрэнсиса Эгинтона. В 1790 году по приглашению Бенджамина Уэста посетил Лондон, который ему заказал роспись стекол окон часовни Святого Георгия в Виндзоре. В 1791 году стал студентом Королевской академии, где в 1792 году им был выставлен вид Виндзорского замка, в ближайшие два года следуют «Смерть Тальбота, графа Шрусбери в Битве при Кастийоне», «Руфь и Наоми», «Илия, воскрешающий сына вдовы», «Купидон, разоруженный Ефросиньей» и другие картины.
После 1796 он сосредоточился на портретной живописи. Однако из-за очень тесной конкуренции с такими художниками, как Джон Хопнер, Уильям Оуэн, Томас Лоуренс и Мартин Арчер Ши. С 1796 по 1800 годы выставлял портреты мужчин и женщин, часто в каталоге значившихся неизвестными и не имеющих большого исторического значения.
В 1804 году он был избран членом общества Королевской академии художеств, вместе со своим соперником, Уильямом Оуэном. Примерно в то же время он переехал в Джордж-стрит, 8, на Ганновер-сквер в Лондоне, в бывшую резиденцию Генри Трешама, где он и жил до конца своей жизни. Он стал королевской академиком 1808 году и представил как дипломную свою работу «Венера и Адонис» (выставлена в том же году), возможно
лучшую в его творчестве, помимо работы «Изгнание из рая». Между тем художник завоевал общественное признание и в 1806 году написал портреты принца Уэльского, маркиза Стаффорда, «Семью маркиза Стаффорда» и лорда Терлоу. В 1807 году он послал в Королевскую академию
знаменитый портрет поэта и художника Уильяма Блейка, ныне находящийся в Национальной портретной галерее Лондона, который был выгравирован Луиджи Шиавонетти и позднее вытравлен Уильямом Беллом Скоттом.
В выставке Академии 1809 были выставлены портреты его работы — сэра Джозефа Бэнкса (гравирован Никколо Шиавонеттиi), в выставке 1814 — два портрета лорда Байрона (выгравирован Робертом Грейвсом). В 1818 году он выставил портрет сэра Франсиса Чантрея, а в 1819 году портрет поэта Джорджа Крэбба. В 1825 году он был избран профессором живописи в Королевской академии, сменив Генри Фюсли и для улучшения уровня квалификации посетил Италию и Рим вместе с Уильямом Хилтоном, а также с сэром Дэвидом Уилки, которого они встретили во Флоренции. Он оставил профессуру в 1832 году, а в 1833 году опубликовал свои «Лекции по истории и принципах живописи».
Филлипс также написал портреты Вальтера Скотта, Роберта Саути, Джорджа Энтони Легк Кека (1830), Toмаса Кэмпбелла (поэт), Тейлора Кольриджа Сэмюэля, Генри Галлама, Мэри Соммервиль, сэра Эдуарда Парри, сэра Джона Франклина, Денхэма, Диксона, путешественника по Африке Хью Клэппертона. Помимо этого он написал два портрета сэра Дэвида Уилки, герцога Йоркского (для города холл, Ливерпуль), декана Уильяма Бакленда, сэра Гемфри Дэви, Сэмюэля Роджерса, Майкла Фарадея (выгравирован в меццо-тинто двоюродными братьями Генри), Toмаса Далтона. Портрет Наполеона I написан в Париже в 1802, но не с фактического заседания, а с согласия императрицы Жозефины, которая дала ему возможность наблюдать за первым консулом на ужине. Спустя годы, в Париже, он изобразил своего младшего коллегу Ари Шеффера (ок. 1835, Музей романтиков, Париж).
Автопортрет, выставленный в 1844 году, был одним из его последних работ.
Филлипс написал много случайных эссе по изобразительному искусству специально для «Энциклопедии» Авраама Риза, а также для мемуаров Уильяма Хогарта издания Джона Николса, 1808-17. Он был членом Королевского общества и Общества антикваров. Он был также с Чантрейем, Тёрнером, Робертсоном и другими, был одним из основателей «Общего благотворительного института
художников».
Филлипс умер на Джордж-стрит, 8, на Ганновер-сквер в Лондоне 20 апреля 1845 и был погребён в склепе деревянной часовни Святого Иоанна. Он был женат на Элизабет Фрейзер Фэрфилд, вблизи Инвернесса. У них было две дочери и два сына, старший из которых, Джозеф Скотт Филлипс, стал майором артиллерии в Бенгалии, и умер на Уимблдоне, Суррей, 18 декабря 1884 года в возрасте 72 лет.
Его младший сын, Генри Виндхэм Филлипс (1820—1868) был портретистом, секретарём «Общего благотворительного института художников» и капитаном корпуса художников-добровольцев.
Художник и иллюстратор Джон Уильям Райт (1802—1848), был его учеником.

## Галерея
- Портрет Майкла Фарадея (1842)
- Портрет Уильяма Блейка (1807)
- Портрет Лорда Байрона в албанской одежде (1835)
- Портрет М. И. Платова (1814)